# Agilisaurus louderbacki
Agilisaurus louderbacki ("Louderbacks rörliga ödla") är en art av dinosaurier som tillhör släktet Agilisaurus, en ornithopod från mellersta juraperioden i det som idag är Östasien. 
Dess skenben är längre än dess lårben, vilket tyder på att Agilisaurus var en snabb, tvåbent sprintare som använde sin långa svans som balansorgan. Dock kan den ha gått ned på alla fyra då den skulle beta. Den var en liten växtätande dinosaurie, runt 1,2 meter lång, och så som alla andra ornithischier hade den näbbliknande struktur i slutet av både under- och överkäkarna för att kunna beta av växtmaterialet.

## Etymologi
Agilisaurus namn härrör från latinets agilis, vilket betyder 'vig' eller 'lättrörlig', och det grekiska ordet σαυρος/sauros, som betyder 'ödla'. Det hänvisar till vigheten som antagits på grund av dess lätt byggda skelett och långa ben.
Det finns en namngiven art, det vill säga A. louderbacki, vilken är namngiven efter George Louderback, en amerikansk geolog och den förste att identifiera fossil från Sichuan i Kina år 1915. Både släktet och typarten namngavs av den kinesiske paleontologen Peng Guangzhou på ett väldigt kortfattat sätt år 1990. Den beskrevs mer detaljerat av Peng år 1992.

## Fynd
Ett ensamt komplett skelett av A. louderbacki är känt för forskarna, en av de mest kompletta mindre ornithischi-skelett som någonsin hittats. Enbart några delar av dess vänstra arm och bakben saknas, och dessa kan rekonstrueras från motsvarande delar på den högra sidan.
Detta skelett hittades under uppbyggnaden av Zigong Dinosaur Museum, där kvarlevorna nu förvaras. På detta museum förekommer flera dinosaurier som återfunnits i det berömda Dashanpus stenbrott utanför staden Zigong, i den kinesiska provinsen Sichuan, inkluderat Agilisaurus, såväl som Xuanhanosaurus, Shunosaurus och Huayangosaurus. Detta stenbrott innehåller sediment från Lägre Shaximiao-formationen (ibland kallad "Xiashaximiao") vilket sträcker sig från bathonian- till callovianepokerna under mellersta jura, eller för mellan 168 och 161 miljoner år sedan. Den levde samtidigt och på samma plats som Abrosaurus.

## Klassificering
Trots att skelettfyndet är så fullständigt har Agilisaurus placerats i många olika positioner i de fågelhöftade dinosauriernas familjeträd. Den placerades ursprungligen i familjen Fabrosauridae, men paleontologer har senare ansett att denna familj ej existerat (Peng 1990).
Flera nyligen gjorda studier, inkluderat kladistiska analyser, visar att Agilisaurus var den mest basala medlemmen av gruppen Euornithopoda, vilket inkluderar alla ornithopoder som är mer derived än familjen Heterodontosauridae (Weishampel o. a., 2003; Norman o. a., 2004).
Emellertid är heterodontosaurier inte allmänt ansedda att vara ornithopoder och har betraktats som närmare besläktade med underfamiljen Marginocephalia, vilket inkluderar ceratopsierna och benskalledinosaurierna. I en nyligen gjord kladistisk analys fann man att Agilisaurus befinner sig i en position nedanför heterodontosaurierna i förgreningen som leder till Marginocephalia (Xu o. a., 2006).
Agilisaurus har även placerats i andra positioner, som till exempel som en basal fågelhöftad dinosaurie till både ornithopoderna och marginocephalerna (Barrett o. a., 2005; Butler 2005).

### En andra art?
I sin mer fördjupade beskrivning från år 1992 tillägger Peng en ny art till släktet Agilisaurus. Denna art hade på förhand varit känd som Yandusaurus multidens. Eftersom denna art inte tillhörde släktet Yandusaurus och med hänsyn till likheter med A. louderbacki, fastslogs dess namn som Agilisaurus multidens.
Andra forskare är inte övertygade om denna art tillhör vare sig Yandusaurus eller Agilisaurus, och år 2005 bestämde man om den, den här gången till dess nyskapade släkte. Den är nu känd som Hexinlusaurus (Barrett o. a., 2005). Åtskilliga studier visar på medhåll från andra forskare (Norman o. a., 2004; Barrett o. a., 2005; Butler 2005). Både Yandusaurus och Hexinlusaurus hittades också i Dashanpus stenbrott.